# Charley Chase (actriz porno)
Charley Chase (Louisville, Kentucky; 6 de agosto de 1987) es una actriz pornográfica estadounidense.

## Premios
- 2010: CAVR Award – Unsung Starlet of the Year[2]
- 2011: AVN Award – Unsung Starlet of the Year[3]
- 2011: XRCO Award – Unsung Siren[4]